# Before I Self Destruct
A 2009-ben kiadott Before I Self Destruct című album 50 Cent negyedik stúdióalbuma. Megjelenése előtt közel 2 hónappal kiszivárgott az interneten.

## Számok
|     | Cím                          | Szerző(k)                                                | Producer(ek)           | Hossz |
| --- | ---------------------------- | -------------------------------------------------------- | ---------------------- | ----- |
| 1.  | The Invitation               | T. Fyffe, M. Perez                                       | Ty Fyffe, Manny Perez  | 2:54  |
| 2.  | Then Days Went By            | D. Billy, Jr., B. Withers                                | Lab Ox, Vikaden        | 3:44  |
| 3.  | Death to My Enemies          | A. Young, M. Batson, T. Lawrence, D. Parker, M. Elizondo | Dr. Dre, Mark Batson   | 3:46  |
| 4.  | So Disrespectful             | J. Henderson, C. Whitacre                                | Tha Bizness            | 3:39  |
| 5.  | Psycho (featuring Eminem)    | M. Mathers, A. Young, T. Lawrence, D. Parker             | Eminem, Dr. Dre        | 4:45  |
| 6.  | Hold Me Down                 | J. Groover, Y. Davis                                     | Team Ready, J Keys     | 3:19  |
| 7.  | Crime Wave                   | J. Fragala, D. Zacharias, W. Witherspoon, A Bond         | Team Demo              | 3:44  |
| 8.  | Stretch                      | Ricardo Thomas                                           | Rick Rock              | 4:07  |
| 9.  | Strong Enough                | C. Ruelas, Q. Hysaw, C. McMurray, G. Jones, P. Sawyer    | Nascent, QB da Problem | 3:02  |
| 10. | Get It Hot                   | M. Davis                                                 | Black Key              | 2:59  |
| 11. | Gangsta's Delight            | Kejuan Muchita, B. Edwards, N. Rodgers                   | Havoc                  | 3:14  |
| 12. | I Got Swag                   | R. Frazier, W. Hutchinson, D. Jolicoeur, K. Mercer       | Dual Output            | 3:34  |
| 13. | Baby by Me (featuring Ne-Yo) | Jamal Jones, Shaffer Smith                               | Polow da Don           | 3:33  |
| 14. | Do You Think About Me        | Dana Stinson, Governor Washington                        | Rockwilder             | 3:26  |
| 15. | Ok, You're Right             | A. Young, M. Batson, T. Lawrence, D. Parker              | Dr. Dre, Mark Batson   | 3:04  |